# Cedros (Honduras)

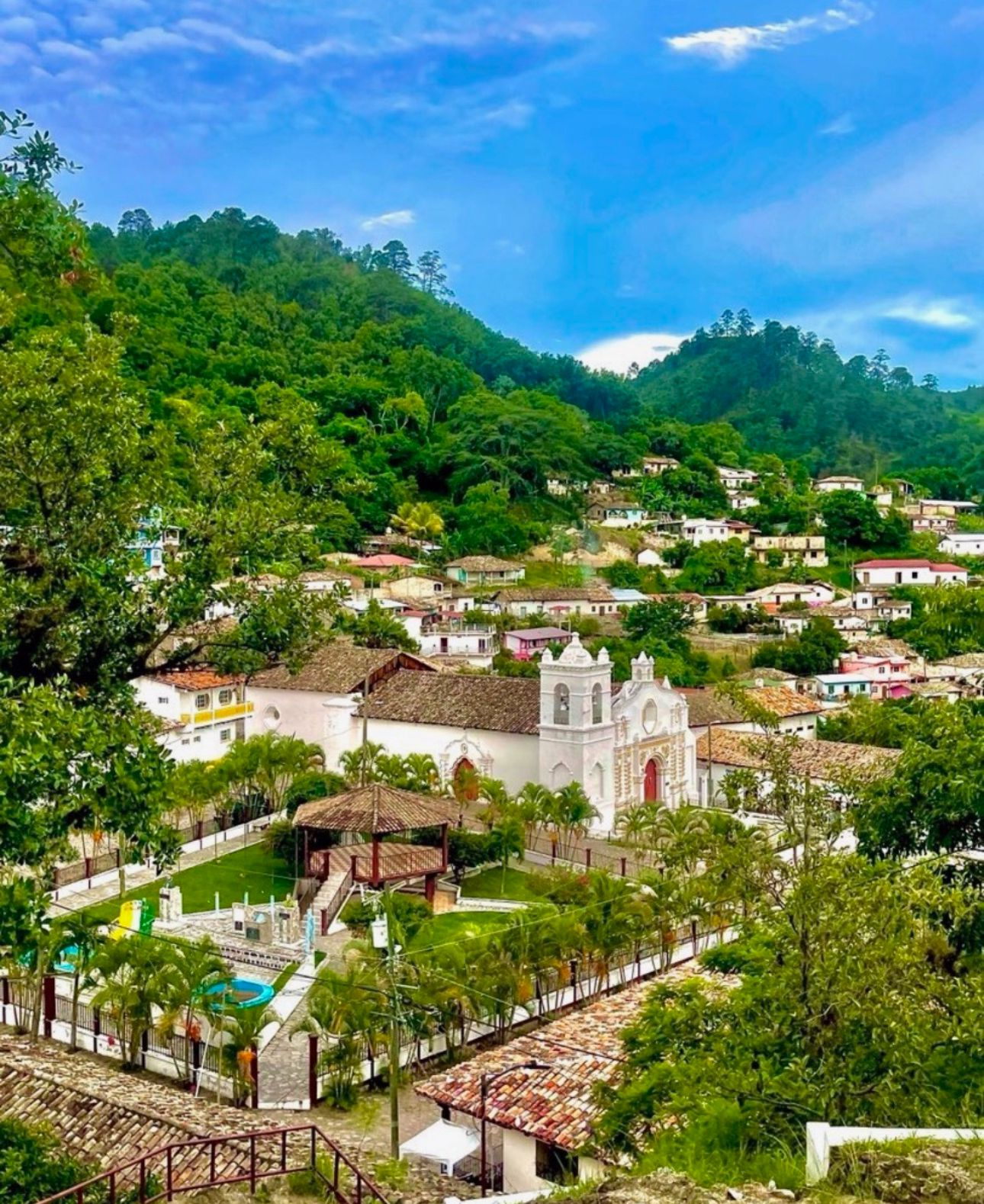

Cedros es un municipio del departamento de Francisco Morazán en la República de Honduras.

## Toponimia
Su nombre proviene de la abundancia en aquel tiempo del árbol de Cedro.

## Límites
Está situada la ciudad en una superficie muy quebrada, en el centro del departamento y al norte del Valle de Siria.
| Orientación | Límite                                           |
| ----------- | ------------------------------------------------ |
| Norte       | Municipio de El Porvenir, Francisco Morazán      |
| Norte       | Municipio de San Ignacio, Francisco Morazán      |
| Sur         | Municipio de Talanga, Francisco Morazán          |
| Sur         | Municipio de Distrito Central, Francisco Morazán |
| Este        | Municipio de Guaimaca, Francisco Morazán         |
| Oeste       | Municipio de Comayagua, Comayagua                |
| Oeste       | Municipio de Villa de San Antonio, Comayagua     |
| Oeste       | Municipio de Vallecillo, Francisco Morazán       |

## Historia

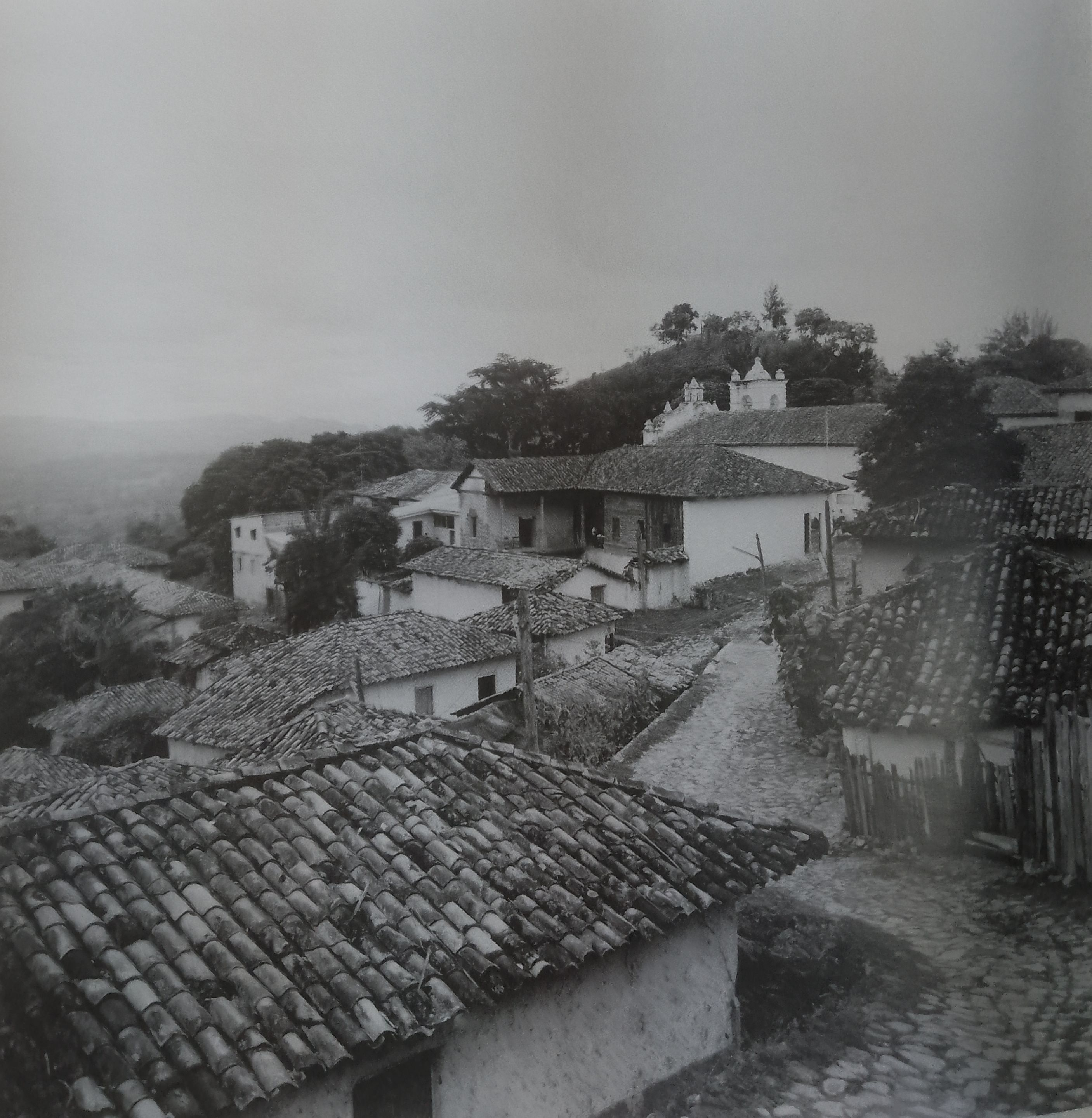
Vista al pueblo en 1965.

Fue fundado a mediados del siglo XVI por los conquistadores debido a su abundancia de recursos minerales, por ende es de los pueblos más antiguos del país pues para 1574 su iglesia ya se encontraba construida. El pueblo fue por 24 horas la capital del estado de Honduras el 29 de agosto de 1824. 
En 1791, en el primer recuento de población de 1791 ya figuraba como Mineral de Cedros, formando parte del Curato de Cantarranas.
En 1889, en la División Política Territorial de 1889 era cabecera de Distrito, formado por los municipios: Cedros, Orica, Santa Rosa de Guaimaca, y Marale.

### Congresos Constituyentes del Estado
Ante la declaración de independencia de México, en 1823, surgió la rivalidad entre representantes de las Villas de Tegucigalpa y Comayagua para que éstas fueran declaradas capital del nuevo Estado; para evitar confrontaciones se decidió instalar la Primera Asamblea de Diputados en Cedros, donde se reunió el primer Congreso Constituyente del Estado de Honduras, el 29 de agosto de 1824, decretó que Tegucigalpa y Comayagua fueran capitales alternativamente.
En 1849, se reunió en esta misma ciudad un congreso ordinario bajo la Presidencia del Licenciado Felipe Jáuregui y fue entonces que se decretó que Tegucigalpa fuera definitivamente la capital del Estado.

## División Política
Aldeas: 12 (2013)
Caseríos: 184 (2013)
| Código | Aldea                                  |
| ------ | -------------------------------------- |
| 080301 | Cedros (ciudad cabecera del municipio) |
| 080302 | Agalteca                               |
| 080303 | Cedros Abajo                           |
| 080304 | El Guante                              |
| 080305 | El Suyatal                             |
| 080306 | El Tablón                              |
| 080307 | La Guadalupe                           |
| 080308 | Las Animas                             |
| 080309 | Mata de Plátano                        |
| 080310 | Pueblo Nuevo                           |
| 080311 | Siria                                  |
| 080312 | Tamarindo                              |
|        | La Presa                               |
|        | El Empalme                             |

## Personas destacadas
| Nombre                   | Mérito                                 |
| ------------------------ | -------------------------------------- |
| Álvaro Contreras         | Periodista                             |
| Efraín Concepción Suárez | Director Del Banco Central de Honduras |
| Abraham Raudales         | Alcalde                                |